# Aligot emmascarat
L'aligot emmascarat (Leucopternis melanops) és una espècie d'ocell de la família dels accipítrids (Accipitridae). Habita la selva d'Amèrica del Sud, al sud-est de Colòmbia, sud de Veneçuela, nord-est de l'Equador, i nord del Brasil. El seu estat de conservació es considera de risc mínim.